# Witali Daraselia
Witali Daraselia (gruz. ვიტალი დარასელია; ur. 9 października 1957 w Oczamczira, Gruzińska SRR, zm. 13 grudnia 1982) – gruziński piłkarz, grający na pozycji pomocnika, reprezentant Związku Radzieckiego.

## Kariera piłkarska

### Kariera klubowa
Przez całą karierę piłkarską, od 1975 do tragicznej śmierci związany był z drużyną Dinama Tbilisi, z którą zdobył wiele sukcesów, a w 1981 w finałowym meczu Pucharu Zdobywców Pucharów strzelił zwycięską bramkę.
13 grudnia 1982 zginął tragicznie w wypadku samochodowym będąc u szczytu kariery piłkarskiej. Został pochowany w rodzinnym mieście Oczamczira.
Jego syn, noszący to samo imię i nazwisko, również jest piłkarzem i występuje obecnie w drużynie Szachtiora Karaganda.

### Kariera reprezentacyjna
19 listopada 1978 debiutował w reprezentacji Związku Radzieckiego w wygranym 4:1 meczu towarzyskim z Japonią. Wystąpił w niej 22 razy, strzelając 3 bramki. W 1980 zdobył tytuł Młodzieżowego Mistrza Europy, a w 1982 uczestniczył w mistrzostwach świata w Hiszpanii.

## Sukcesy i odznaczenia

### Sukcesy klubowe
- mistrz ZSRR: 1978
- wicemistrz ZSRR: 1977
- zdobywca Pucharu ZSRR: 1976
- zdobywca Pucharu Zdobywców Pucharów: 1981

### Sukcesy reprezentacyjne
- mistrz Europy U-18: 1976
- mistrz Europy U-21: 1980
- uczestnik Mistrzostw Świata: 1982

### Sukcesy indywidualne
- 5-krotnie wybrany do listy 33 najlepszych piłkarzy ZSRR: 1978, 1979, 1980, 1981, 1982.

### Odznaczenia
- nagrodzony tytułem Mistrza Sportu ZSRR: 1976
- nagrodzony tytułem Mistrza Sportu Klasy Międzynarodowej: 1980
- nagrodzony tytułem Zasłużonego Mistrza Sportu ZSRR: 1981